# Ctenidium serratifolium
Ctenidium serratifolium là một loài Rêu trong họ Hypnaceae. Loài này được (Cardot) Broth. mô tả khoa học đầu tiên năm 1908.